# 出雲山自然保留區
出雲山自然保留區位於臺灣高雄市桃源區與茂林區境內，是依據《文化資產保存法》設立的自然保留區。此區最初由林務局於1974年設置為「出雲山自然保護區」，以保護臺灣特有鳥類帝雉和藍腹鷴，為國有林中最早設立的保護區，至1992年再公告為自然保留區，面積6,248.74公頃。劃設範圍的海拔高度自400公尺到與臺東縣交界的出雲山（2,772公尺），年雨量達3,000毫米。馬里山溪與萬山溪通過該處，為荖濃溪上游集水區。範圍東南方緊臨雙鬼湖野生動物重要棲息環境，為林務局所管的另一個自然保護區域。
根據1978–2013年調查結果顯示，自然保留區內累計記錄有哺乳動物34種(其中包括了傳說中的臺灣雲豹)，鳥類106種，兩生類9種，爬蟲類22種。另至少有昆蟲23目194科576種。臺灣唯一的岩雕群國定遺址「萬山岩雕群遺址」即有部分岩雕位置在保留區範圍內。